# Fernando Tissone
Fernando Tissone (né le 24 juillet 1986 à Quilmes) est un footballeur argentin qui joue au poste de milieu de terrain.

## Biographie
Fernando Damian Tissone est d'origine italienne de son père et cap-verdienne par sa mère. Il joue pour l'Independiente dès ses débuts, va ensuite à Lanús durant une année, puis décide de s'exiler en Europe où il passera de nombreux tests avant de se faire remarquer par l'Udinese. Fernando quitte le club d'Udine pour l'Atalanta Bergame sous forme de prêt et rejoint la Sampdoria sous la même forme. A Gênes, il réussit à s'imposer comme titulaire et le club lève l'option d'achat.